# Матричний ефект
Матричний ефект (рос. матричный эффект, англ. matrix effect) —
1. В аналітичній хімії — сумарна дія всіх компонентів зразка, крім аналіту, на покази приладу.
2. В аналізі поверхні — зміни в характеристиках виміряних для однієї речовини, коли вона знаходиться на поверхні та в масі. Це може бути наслідком як хімічних реакцій, так і проявів фізичних сил, що по-різному діють у масі зразка та на його поверхні.